# تحليل بقعي
تحليل البقعة أو تحليل اختبار البقعة أو اختبار البقعة مادة كيميائية اختبار، تقنية بسيطة وفعالة حيث يتم تنفيذ المقايسات التحليلية في واحد فقط، أو بضع قطرات، من محلول كيميائي، ويفضل أن يكون في قطعة كبيرة من ورق الترشيح، دون استخدام أي أجهزة متطورة. يعود الفضل في تطوير الاختبار وتعميمه إلى فريتز فيجل.
يمكن أن يشير اختبار البقعة أو فحص البقعة أيضا إلى اختبار يستخدم غالبا في علم الأحياء الدقيقة.
الكيمياء
كانت أسس عمل فيجل في التحليل الفوري هي أعمال هوغو شيف (كان أول منشور حول "اختبار البقعة" هو اكتشاف شيف لحمض البوليك في عام 1859 وكريستيان فريدريش شونبرغ وفريدريش جوبيلسر إرمدر في تحليل الشعيرات الدموية.
بمناسبة عيد ميلاد فيجل الـ 70 ، رعت الجمعية الكيميائية في ميدلاند ندوة في عام 1952 ، حضرها 500 عالم من 24 دولة، حيث كانت جميع الجلسات العامة مرتبطة باختبارات البقعة. يستخدم الاختبار الخصائص النوعية للمركبات الملونة لحساب التفاعلات الكيميائية المنجزة. تم استخدام هذه التقنية لتطوير طرق قياس كمية جديدة باستخدام التكنولوجيا الحديثة.
علم الأحياء الدقيقة
يمكن أن يشير فحص البقعة أو اختبار البقعة أيضا إلى اختبار محدد في علم الأحياء الدقيقة. غالبا ما يستخدم هذا الاختبار للتحقق من معدل نمو الخلايا البكتيرية أو الخميرة على وسائط مختلفة أو لإجراء اختبارات تخفيف متسلسلة للكائنات الدقيقة. عادة ما يتم استخدام 96 بينر (غالبا ما تسمى بالضفادع) لإجراء هذه المقايسة الموضعية. تطبيق آخر هو فحص الإنتاجية العالية، والتي غالبا ما تستخدم المقايسات بقعة لتحديد نمو على سبيل المثال. تزاوج الخلايا أو للتحقق من تفاعلات البروتين والبروتين في اختبار الخميرة ثنائي الهجين. غالبا ما يتم ذلك باستخدام روبوت.